# Robert Colbert
Robert Colbert (Long Beach, California, 26 de julio de 1931) es un actor estadounidense. Reconocido por representar el personaje del doctor Douglas Phillips en la serie de televisión de la década de 1960 El túnel del tiempo.
También trabajó previamente en la serie de televisión Maverick, interpretando al tercer hermano de la familia, Brent; aunque solo en el último año de producción.

## Inicios actorales
Colbert comenzó a actuar cuando era un soldado basado en la isla japonesa de Okinawa de la posguerra. Era un mecanógrafo empleado en una unidad de la Policía Militar y también trabajaba como disc jockey para la estación de radio KSBK-AM por las noches. Una mujer de los Servicios Especiales de la Fuerza Aérea escuchó su voz y lo reclutó para actuar en una actuación de The Caine Mutiny Court-Martial. Ya atraído por la actuación, Colbert regresó a los Estados Unidos, tomó clases y actuó en el escenario, donde Mickey Shaughnessy lo notó, quien lo recomendó a una agencia de talentos. Colbert apareció en varias películas menores, incluyendo Have Rocket, Will Travel, protagonizada por los Tres Chiflados (Moe Howard, Larry Fine y Curly Joe DeRita), y firmó un contrato con Warner Brothers y posteriormente participó en el largometraje A Fever in the Blood (1961) junto con muchas apariciones especiales en series de televisión. 

### Década de los sesenta
En 1960, apareció en tres episodios del wéstern de ABC/WB Colt .45, incluido el episodio «Showdown at Goldtown», con Donald May en el papel principal de la serie como Sam Colt Jr. Colbert interpreta a Johnny Moore, un joven exconvicto cuyo oficial de libertad condicional es Sam Colt. Colbert también apareció como Bill Mannix trabajando con Vaughn Taylor como el doctor Bryan Craig en otro episodio de Colt .45 de 1960, titulado «Strange Encounter». 
El 28 de octubre de 1960, Colbert actuó como el cabo del ejército Howie Burch en el episodio «Two Trails to Santa Fe» de la serie del Oeste Cheyenne, con Clint Walker en el papel titular.